# Žíhání (metalurgie)
Žíhání je druh tepelného zpracování kovů prováděné za účelem zlepšení některých vlastností jako je povrchová tvrdost a odstranění účinků některých operací (kalení, tváření). Provádí se zahřátím na „žíhací teplotu“ (500–1200 °C) a následným ochlazením na volném vzduchu nebo v hale při teplotě cca 20 °C.

## Základní druhy

### Bez překrystalizace
- žíhání naměkko

- žíhání rekrystalizační
- žíhání na odstranění pnutí
- žíhání protivločkové
- žíhání na odstranění vodíku (není časté)

### S překrystalizací
- žíhání normalizační
- žíhání na zhrubnutí zrna
- žíhání izotermické
- žíhání homogenizační
- termomechanické tváření

## Druhy žíhání

### Naměkko (650–720°C)
Používá se ke zlepšení obrobitelnosti u ocelí o obsahem uhlíku nad 0,4 % (pod 0,4 % C se obrobitelnost spíše zhoršuje, výjimku tvoří dílce tvářené zastudena, které se žíhají naměkko i při nízkém obsahu uhlíku.) Žíhání naměkko spočívá v ohřevu oceli na teplotu kolem Ac1, výdrží na této teplotě 3–4 hodiny (u legovaných ocelí i více) a pomalém ochlazování v peci. Tento postup má za následek přeměnu lamelárního perlitu na perlit zrnitý (globulární), a tím zlepšení obrobitelnosti. Žíhání naměkko se provádí také před kalením nadeutektoidních nástrojových ocelí.

#### Způsoby
- pod Ac1 (podeutektoidní oceli)
- nad Ac1 s pomalým ochlazováním nad 600 °C (nadeutektoidní oceli)
- kolem Ac1 rozmezí teplot kolísá mezi 670 °C–730 °C (eutektoidní oceli)

### Ke snížení pnutí (600–630°C)
Provádí se za účelem snížení vnitřního pnutí, které u dílců vzniká při předchozím tepelném zpracování, mechanickém zpracování, sváření, nebo tuhnutí odlitku ve formě. Zařazuje se obvykle po normalizačním žíhání, kdy může pnutí v dílci dosáhnout až 1/3 meze kluzu. Teplota žíhání je co nejblíže Ac1, nesmí ji však překročit, obvykle se provádí za teplot 600–630 °C s výdrží na teplotě 1–10 hodin. Ohřev i ochlazování musí být pomalé.

### Rekrystalizační (550–700°C)
Spočívá v ohřevu ocelí tvářených za studena (obsah uhlíku do 0,5 %) na teplotu, kdy se odstraní zpevnění vyvolané předchozím tvářením za studena. Při rekrystalizaci se mění vnitřní vazby mezi atomy, nemění se krystalická mřížka. Žíhací teploty mezi 550–700 °C, výdrž na teplotě 1 hodina a více, ochlazení na vzduchu. Používá se jako mezioperační žíhání při tváření za studena především u dílců s nízkým obsahem uhlíku.

### Homogenizační (1000–1200°C)
Slouží k vyrovnání chemických nestejnorodostí (nehomogenity), které vznikají při tuhnutí odlitků nebo ingotů. Žíhací teplota bývá vysoká obvykle 1100–1250 °C, výdrž na teplotě 10–15 hodin, v peci musí být ochranná atmosféra, aby nedocházelo k velkým ztrátám materiálu okujemi. Vlivem vysoké teploty velmi zhrubne zrno austenitu, což má za následek zhoršení vlastností ⇒ nikdy není konečným tepelným zpracováním.

### Normalizační (750–900°C)
Ohřev 30–50 °C nad Ac3 do oblasti austenitu, dostatečně dlouhá doba na této teplotě a ochlazování na klidném vzduchu. Slouží k odstranění nerovnosti struktury vzniklé předchozím zpracováním (výkovky, odlitky). Dochází ke zjemnění zrn austenitu a tím ke zlepšení mechanických vlastností, proto se používá u všech ocelí 12–16.

### Izotermické
Spočívá v austenizaci, následném rychlém ochlazení na teplotu 600–700 °C, za dobu aby se provedla přeměna zrn austenitu na ferit a perlit. Po skončení přeměny se ochlazuje libovolnou rychlostí na normální teplotu. Používá se někdy místo normalizačního žíhání nebo ke zlepšení obrobitelnosti.

## Obvyklý postup
1. Slitina se zahřeje na žíhací teplotu.
2. Výdrž na teplotě po předepsaný čas.
3. Nechá se pomalu vychladnout.

Někdy je ale kroků víc než 3, tento postup se nazývá žíhací program.